# Fourmies
Fourmies è un comune francese situato nel dipartimento del Nord nella regione dell'Alta Francia.

## Geografia
Fourmies è situata lungo le rive del fiume Helpe Mineure, nell'estremo sud-est del dipartimento del Nord, ad 8 km dalla frontiera belga.

## Storia
A partire dalla prima metà del XIX secolo Fourmies iniziò ad affermarsi come centro industriale laniero specializzato in particolare nella lavorazione della lana pettinata.
Il 1º maggio 1891 la località fu teatro del cosiddetto eccidio di Fourmies, ovvero la sanguinosa repressione di uno sciopero da parte dei soldati e dei gendarmi. Negli scontri rimasero uccise nove persone, tra cui due bambini, mentre altre trentacinque rimasero ferite. L'evento divenne uno dei miti fondanti del movimento operaio francese.
Durante la prima guerra mondiale fu occupata dai tedeschi dal 27 agosto 1914 all'11 novembre 1918. Nel corso del conflitto l'88% del patrimonio industriale del villaggio andò distrutto.
Nel maggio 1940, durante la campagna di Francia, Fourmies fu occupata dalle truppe naziste. L'occupazione tedesca finì il 2 settembre 1944 quando gli americani, supportati dai partigiani locali, entrarono nella cittadina.

## Società

### Evoluzione demografica
Abitanti censiti

## Cultura

### Istruzione

#### Musei
- Ecomuseo dell'Avesnois
- Museo del tessile e della vita sociale

## Amministrazione

### Gemellaggi
- Bernburg, dal 1967
- Fridley
- Arenas de San Pedro

## Infrastrutture e trasporti
Fourmies è servita da una propria stazione ferroviaria posta lungo la linea Fives-Hirson.

## Sport
Dal 1928 si corre ogni anno il Grand Prix de Fourmies, corsa in linea maschile di ciclismo su strada.